# Pau de Catània (1372)
La Pau de Catània o Tractat d'Avinyó, signat el 20 d'agost de 1372 a Avinyó entre Frederic III de Sicília i Joana I de Nàpols amb el suport de Gregori XI.
Representà la fi de les lluites entre les cases de Barcelona i Anjou. separant definitivament el Regne de Sicília i el Regne de Nàpols